# Мейстерзингер

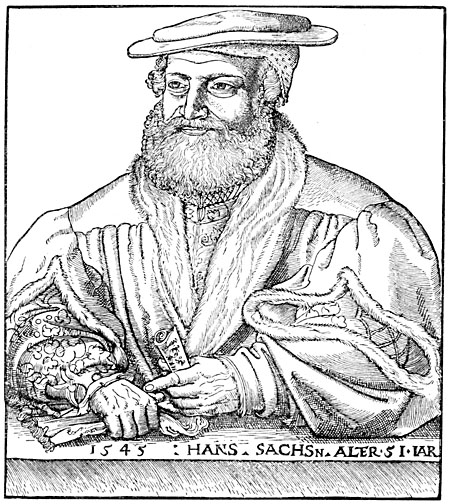
Ганс Сакс, один из наиболее известных мейстерзингеров

Мейстерзи́нгеры (нем. Meistersinger, Meistersänger, дословно — «мастера-певцы», от нем. Meister — «мастер», и нем. Singer — «певец») — немецкие поэты-музыканты из бюргерского сословия, объединявшиеся по ремесленно-цеховому принципу в литературно-певческие общества (школы). Расцвет мейстерзанга пришёлся на XVI век.

## Краткая характеристика
Мейстерзингеры происходили из цеховых ремесленников, представляли среду среднего и мелкого бюргерства. Они называли себя мейстерзингерами в отличие от миннезингеров — «старых мастеров» (alte Meister), носителей куртуазной лирики, творчество которых считали образцом для подражания. Первые упоминания о мейстерзингерах относятся к XV веку, временем расцвета мейстерзанга считают XVI век, последние сведения о мейстерзингерах датируются XVIII веком.
В основе музыки (строго одноголосной) мейстерзингеров лежит мелодия-модель, так называемый тон (нем. Meisterton), или вайзе (нем. Weise, букв. — напев), которая подтекстовывалась разными стихами по принципу контрафактуры. Число тонов постоянно увеличивалось; к 1630 их насчитывалось около 1400. Названия давались по имени автора и иногда были весьма причудливыми, например, «серебряный тон Сакса», «чёрный тон Клингзора», «увеселительный сад Венеры [Veneris Lustgarten] Мецгера».
Наиболее известные мейстерзингеры: Ганс Сакс, Ганц Фольц, Ганс Розенблют, Йёрг Викрам, Г. Фогель, А. Мецгер, Адам Пушман.
Крупнейшие собрания музыки и текстов мейстерзингеров — так называемый Кольмарский песенник (Kolmarer Liederhandschrift; ок. 1460; содержит около 900 текстов и 100 мелодий) и «Песенник» Пушмана (Singebuch; 1588; ок. 350 мелодий).

## Мейстерзингеры в искусстве
Мир мейстерзингеров красочно и достаточно достоверно изображён в опере Рихарда Вагнера «Нюрнбергские мейстерзингеры», при создании которой композитор использовал книгу Иоганна Кристофа Вагензейля «О сладостном искусстве мейстерзингеров» (Von der Meistersingern holdseligen Kunst, 1697).